# Idioma nkangala
El nkangala (o Cangala, ngangala) es una lengua bantú que se habla en las provincias de Cuán Cubango y de Moxico , al suroeste de la zona en la que hablan luchazi y al norte de la que hablan el mbwela , en Angola. El nkangala es considerado un dialecto del mbunda.

## Familia lingüística
Forma parte de las lenguas chokwe-luchazis que son lenguas bantúes del grupo K, junto con el chokwe , luvale , mbunda , nyengo , el luimbi , el mbwela , nyemba el yauma y el luchazi . Todas ellas son lenguas bantúes centrales. Así, es una lengua del cluster del ngangela , que es lengua oficial de Angola.

## Uso
El nkangala es una lengua que goza de un uso vigoroso (EGIDS 6a). Aunque no tiene una forma estándar, se habla por personas de todas las generaciones. El nkangala se escribe en alfabeto latino.